# Proteas
Proteas är en grupp av enzym som katalyserar nedbrytningen av bindningarna mellan aminosyror i proteiner. Reaktionen som katalyseras är en hydrolys. Bindningen som bryts kallas peptidbindning. Proteaser är essentiella i de flesta levande organismer.

## Funktion
Proteaser bryter peptidbindningen mellan aminosyrorna i proteiner genom att katalysera en hydrolysreaktion, additionen av en vattenmolekyl. Denna reaktion är termodynamiskt fördelaktig, och sker därför spontant, men utan ett proteas som hjälper till är reaktionen extremt långsam. Okatalyserad beräknas reaktionstiden för en typisk peptid vid neutralt pH ta mellan 10 och 1000 år. Denna stabilitet hos peptidbindningen uppkommer till följd av dess partiella dubbelbindningskaraktär som beror av aminosyrans karboxylgrupp.
Detta får även till följd att kolet i peptidbindningen inte är lika elektrofil, och det krävs en mycket stark nukleofil för att kunna bryta peptidbindningen. Samtliga proteaser fungerar genom att med olika mekanismer skapa en sådan mycket stark nukleofil. Exempel på detta kan vara -S- (cysteinproteaser) eller -OH- (ex. aspartyl- och metalloproteaser).
Proteaser kan delas in i endopeptidaser, om klyvningen sker inne i peptidkejda, eller exopeptidaser, om de klyver loss aminosyror vid ändarna.
Exopeptidaser kan i sin tur delas in i aminopeptidaser, som tar bort aminosyror från amino-sidan av peptidkedjan, och karboxypeptidaser, som tar bort aminosyror från sidan som slutar med en karboxylgrupp.

## Förekomst
Proteaser har många funktioner i alla organismers metabolism. Som exempel kan nämnas nedbrytning av proteinhaltig föda i samband med matspjälkning där de verkar i tunntarmen och spjälkar korta aminosyrekedjor, kallade polypeptider, till enskilda aminosyror. 
När proteas bryter ner polypeptider kallas de ofta peptidaser.
Proteaser har också en viktig uppgift i organismen att bryta ner proteiner som har uppfyllt sitt syfte till enskilda aminosyror för att sedan kunna syntetisera nya proteiner cellen behöver.
Industriellt används proteaser till exempel i tvättmedel där de hjälper till med att bryta ned proteinhaltiga fläckar såsom av ägg, gräs och blod. Många bakterietyper, virus och parasiter använder även proteas för att överleva i värdorganismen.

## Klassificering[1]

### Standard
Proteaser klassificeras för närvarande i 6 grupper:
- Serinproteaser
- Treoninproteaser
- Cysteinproteaser
- Aspartylproteaser
- Metalloproteaser
- Glutaminsyreproteaser

Treonin- och glutaminsyreproteaser beskrevs först 1995 och 2004, respektive. 
Mekanismen som används för att klyva peptidbindningen involverar bildandet av en nukleofil aminosyra som då kan attackera peptidbindningens karboxylgrupp. Aminosyran kan bli nukleofil genom modifierandet av en cystein och treonin (-peptidaser) eller en vattenmolekyl (aspartyl-, metallo- och glutaminsyrepeptidaser).
Ett sätt att skapa en nukleofil är genom en katalytisk triad, där en histidin-aminosyra används för att aktivera serin, cystin eller treonin.

### Efter optimalt pH
ett alternativt sätt att klassificera proteas är efter vid vilket optimalt pH de är aktiva:
- Sura proteaser
- Neutrala proteaser
- Basiska proteaser (eller alkaliska proteaser)